# Celownik ramkowy

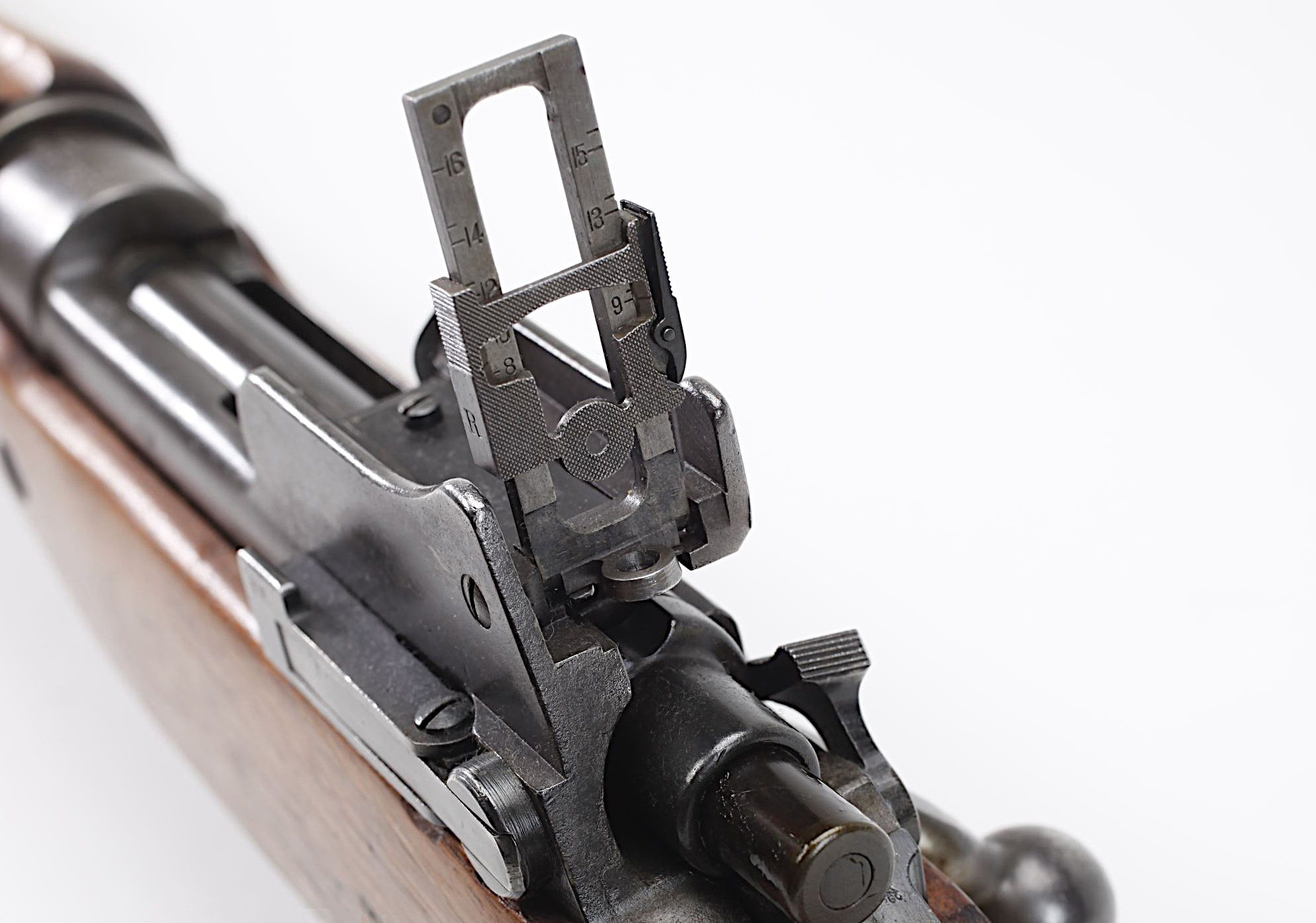
Podniesiony celownik ramkowy (przeziernikowy) w karabinie Enfield M1917

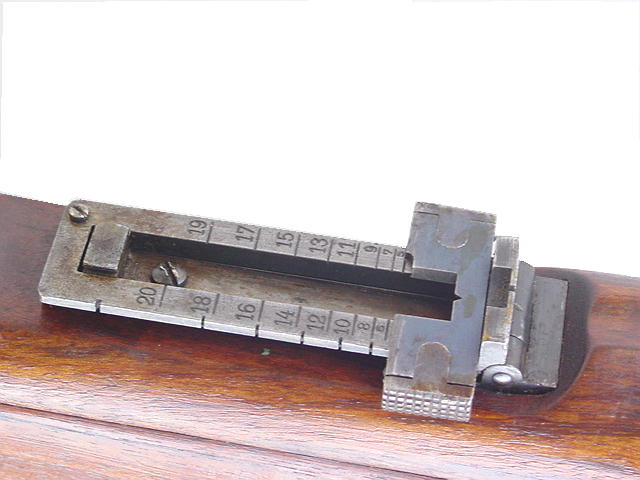
Złożony celownik ramkowy (szczerbinkowy) w karabinie Mauser M1893

Celownik ramkowy – mechaniczny celownik strzelecki, w którym szczerbinka (lub przeziernik) umieszczone są na suwaku przesuwającym się wzdłuż prowadnic ustawionej pionowo ramki. W celu regulacji nastaw, suwak umieszczany jest na odpowiedniej wysokości na ramce.
Zaletą celownika ramkowego jest duży zakres nastaw. Wadami: przysłanianie pola widzenia oraz podatność na uszkodzenia (odstającą ramką łatwo zahaczyć o przeszkody). Większość celowników tego typu posiada możliwość złożenia ramki w położenie poziome (np. na czas transportu lub walki na krótkim dystansie), celuje się wtedy z dodatkowej szczerbinki/przeziernika o stałej nieregulowanej nastawie.
Celowniki ramkowe są stosowane najczęściej w broni przeznaczonej do prowadzenia ognia na dużych odległościach (np. karabinach i karabinach maszynowych) oraz strzelających stromotorowo (granatnikach).